# 957

957(구백오십칠)은 956보다 크고 958보다 작은 자연수다.

## 수학
- 합성수로, 그 약수는 1, 3, 11, 29, 33, 87, 319, 957이다. 진약수의 합은 483이므로, 957은 부족수다.
- 128번째 쐐기수다. 앞의 쐐기수는 946, 다음 쐐기수는 962이다.
- {\displaystyle 28^{10}-1}은 957로 나누어떨어진다.

## 과학
- NGC 957(영어판): 페르세우스자리 방향에 있는 산개 성단.

## 군사
- U-957(영어판): 제2차 세계 대전에 사용된 나치 독일의 군용 잠수함.

## 문화유산
- 대한민국의 보물 제957호: 김일손 거문고

## 기타
- 연도: 957년, 기원전 957년